# Waldau (Kassel)
Waldau ist einer von 23 Stadtteilen Kassels in Hessen (Deutschland). Er liegt im südöstlichen Stadtgebiet rechts der Fulda.

## Geschichte
Die erste urkundliche Erwähnung Waldaus war 1293.
Im Jahre 1377 wurde in Waldau eine Pfarrkirche errichtet, welche unter das Patronat der Landgrafen Kassel fiel. Im 15. Jahrhundert wurde eine vorhandene Kemenate zur Wasserburg Waldau umgebaut. 1484 liegt ein erster urkundlicher Nachweis vor. Von der Burg sind nur noch zwei runde Wehrtürme mit einem Stück Mauer erhalten. Sie bilden die Außenwand für ein Fachwerkhaus.
In der Topographia Hassiae (1655) heißt es dazu:

„Hart vor Cassel / vor der Newstatt / ligt eine sehr grosse weite platte Weyde / der Forst genannt / weil es zuvor ein Wald gewesen / aber / wegen Erder Vestung schädlich / vnnd etwan darinn verrähterey gespielet worden / verstöret worden ist. Vmb diese ebene ligen etzliche Dörffer / darunder eines die Waldau genannt / allda man noch Gemäwr von einem alten Raubschloß / mit einem ziemblichen Wassergraben vmbgeben / siehet.“

Von 1798 bis 1815 war in Waldau die Forstlehranstalt zu Waldau beheimatet. Dabei handelte es sich um eine von der Kurhessischen Landgrafschaft eingerichtete Lehranstalt für Förster.
1936 wurde Waldau nach Kassel eingemeindet.
Von 1924 bis 1970 war bei Waldau auf dem Gelände südlich der A 49 und westlich der Marie-Curie-Straße der Flugplatz Kassel-Waldau eingerichtet. Er war der erste Kasseler Flugplatz und erlangte unter anderem als Werksflugplatz der dort ansässigen Fieseler Flugzeugbau Bekanntheit. Nach dem Zweiten Weltkrieg wurde er jedoch kaum noch ausgebaut und erneuert, zumal Kassel über Eisen- und Autobahnen verkehrstechnisch gut angeschlossen war. Man fürchtete zudem, dass ein Ausbau dem Image der Stadt als Kulturstadt schaden könne. Es war deshalb zusehends klar, dass der Flughafen am Standort Waldau keine Zukunft haben würde. 1970 wurde er deshalb geschlossen und der Flughafen Kassel-Calden als Nachfolger eröffnet. Auf dem ehemaligen Flughafengelände wurde anschließend der Industriepark Kassel-Waldau entwickelt, ein großes Industrie- und Gewerbegebiet, auf dem sich heute zudem das Güterverkehrszentrum Kassel befindet.

## Stadtteilentwicklung und Stadtteilbild
Die in den sechziger Jahren entstandene Wohnstadt Waldau ist durch funktionale Bauweise in flachen Reihen und Punkten gekennzeichnet. Aus derselben Bauzeit stammt ein kleines Stadtteilzentrum nahe dem Kern des alten Dorfes entlang der Kasseler Straße.
Ursprünglich wurde auf den (noch unbebauten) Flächen großflächiger Garten- und Ackerbau betrieben, der auf den Böden der östlich gelegenen Fuldaniederungen ertragreich war.

## Politik

### Ortsbeiratswahl
Seit 1981 werden in Kassel die Ortsbeiräte direkt gewählt. Aus den Reihen des Ortsbeirats wurde nach der Kommunalwahl 2006 Joachim Bonn zum Ortsvorsteher gewählt. Seit 2022 führt Dirk Seeger (SPD) die Geschicke des Ortsbeirats als Ortsvorsteher.
Die Wahlbeteiligung bei der Ortsbeiratswahl 2021 lag bei 25,8 %.

### Wahlen im Stadtteil
| Jahr | Wahl                        | Wbt.  | AfD  | SPD  | CDU  | Linke | BSW  | Grüne | FDP | FW  | Sonst. |
| ---- | --------------------------- | ----- | ---- | ---- | ---- | ----- | ---- | ----- | --- | --- | ------ |
| 2025 | Bundestagswahl              | 71,4  | 32,5 | 20,4 | 17,6 | 11,4  | 8,2  | 4,7   | 2,5 | 0,6 | 2,0    |
| 2024 | Europawahl                  | 41,2  | 26,0 | 18,9 | 23,0 | 3,0   | 10,5 | 5,9   | 2,5 | 0,7 | 9,5    |
| 2023 | Landtagswahl                | 46,0  | 34,1 | 19,2 | 27,9 | 5,0   | —    | 6,0   | 2,6 | 1,8 | 3,4    |
| 2021 | Bundestagswahl              | 56,2  | 18,1 | 33,5 | 19,9 | 5,0   | —    | 7,9   | 8,4 | 1,1 | 7,2    |
| 2021 | Ortsbeirat                  | 25,8  | —    | 68,1 | 32,0 | —     | —    | —     | —   | —   | —      |
| 2021 | Stadtverordnetenversammlung | 25,7  | 12,3 | 39,0 | 22,2 | 6,6   | —    | 11,9  | 3,8 | 1,8 | 2,41   |
| 2016 | Ortsbeirat                  | 27,3  | —    | 57,6 | 27,0 | —     | —    | 15,5  | —   | —   | —      |
| 2016 | Stadtverordnetenversammlung | 27,4  | 18,7 | 36,5 | 22,1 | 7,1   | —    | 7,5   | 4,5 | 2,9 | 0,82   |
| 2011 | Ortsbeirat                  | 30,8  | —    | 55,8 | 30,5 | —     | —    | 13,7  | —   | —   | —      |
| 2011 | Stadtverordnetenversammlung | 30,4  | —    | 48,9 | 29,8 | 5,5   | —    | 11,0  | 1,6 | 1,0 | 2,33   |
| 2006 | Ortsbeirat                  | 24,5  | —    | 52,7 | 43,3 | —     | —    | 4,0   | —   | —   | —      |
| 2001 | Ortsbeirat                  | k. A. | —    | 35,6 | 39,2 | —     | —    | 6,4   | —   | —   | 18,8   |

Fußnoten
1 2021: zusätzlich: Bienen: 1,7 %; PARTEI: 0,7 %

2 2016: zusätzlich: Piraten: 0,8 %

3 2011: zusätzlich: Piraten: 2,0 %; AUF-Kassel: 0,3 %

## Verkehr
Nach ihrer Abzweigung von der A 7 am Lohfelder Rüssel durchquert die A 49 Waldau und kreuzt bei der Anschlussstelle Kassel-Waldau die B 83, die von Nord nach Süd durch den Stadtteil führt.

## Wirtschaft
Zusammen mit dem benachbarten Lohfelden wurde 1971 das Gewerbegebiet Industriepark Kassel-Waldau erschlossen und für die Neuansiedlung von Unternehmen des Mittelstandes, des städtischen Schlachthofes und filialisierten Großmärkten ab den 1990er Jahren um Waldau-Ost erweitert. Das Gebiet umfasst heute rund 230 Hektar Fläche und beherbergt etwa 500 Unternehmen mit rund 10.000 Mitarbeitern. Der Charakter des Gebiets hat sich inzwischen vom Schwerpunkt auf Produktion mit den zugehörigen Verwaltungseinheiten von Unternehmen hin zur Einstreuung von Dienstleistungsunternehmen mit Publikumsverkehr hin entwickelt.
Das Gelände der Messe Kassel befindet sich seit 1980 auf einem Gebiet entlang der Damschkestraße zwischen der A49 und dem Bahndamm der Kassel-Waldkappeler Bahn.
Mit dem Lohfeldener Rüssel wurden in den vergangenen Jahren die notwendigen Erschließungsermöglichungen für den Ausbau als Logistikstandort und die Ansiedlung des Güterverkehrszentrums GVZ Kassel geschaffen. Ursprünglich war dieser Bereich als kleiner Verkehrslandeplatz genutzt.

## Vereine
In Waldau sind folgende Vereine oder Gemeinschaften ansässig:
- Förderverein Waldauer Enten-Kirmes e.V
- Freiwillige Feuerwehr Waldau
- Turn- und Sportverein e. V. Kassel-Waldau (Tuspo Waldau)
- Waldauer Landfrauen

## Persönlichkeiten
- Elise von Hohenhausen (1789–1857), Lyrikerin, Erzählerin, Publizistin, Übersetzerin und Salonnière
- Carl von Ochs (1794–1846), kurhessischer Generalmajor, Politiker und Landtagsabgeordneter
- August von Ende (1815–1889), preußischer Beamter, Oberpräsident der Provinz Hessen-Nassau
- Heinrich Hohmann (1820–1876), Bürgermeister, Abgeordneter des Kurhessischen Kommunallandtages
- Friedrich Geb (1847–1927), Architekt
- Hilde Weber (1913–1994), deutschbrasilianische Malerin, Zeichnerin, Illustratorin und Keramikerin
- Stephan Zagrodnik (1916–1990), Politiker, Abgeordneter der Volkskammer